# Robin Lehman
Robin Lehman, eigentlich Robert Owen Lehman Junior (* 3. Dezember 1936) ist ein US-amerikanischer Dokumentarfilmer, Kameramann, Regisseur, Drehbuchautor und Filmschaffender, der 1975 und 1976 jeweils mit einem Oscar ausgezeichnet worden ist und 1977 für einen Oscar nominiert war. Lehman ist in erster Linie bekannt für seine Dokumentarfilme.  

## Biografie
Robin Lehman ist der Sohn des Bankiers Robert Owen Lehman Senior (1891–1969), dem langjährigen Vorsitzenden der Investmentbank Lehman Brothers.
Er studierte nach seiner Schulzeit Malerei, verlagerte sein Interesse dann aber auf Musik, sodass er nahezu zehn Jahre in Paris verbrachte, wo er bei Nadia Boulanger Komposition studierte. Seine Ausbildung in Kunst und Musik kam später seinen Dokumentarfilmen zugute, die vielfach ausgezeichnet wurden. Er erhielt über hundert Auszeichnungen bei so unterschiedlichen Filmfestivals wie jenen in Atlanta, Barcelona, Berlin, Chicago, Krakau, Moskau, San Francisco und Cannes, darunter auch der Grand prix du cinéma français.
Bereits in seinem ersten Kurzfilm Fly Away (1972), der in sequenzieller Form die Bemühungen eines Mannes zeigt, sein Modellflugzeug zu fliegen und wieder einzufangen, nutzt Lehman sein Talent für kreative Fotografie, indem er knappe Nahaufnahmen mit beeindruckenden Landschaftsaufnahmen mischt.
In seinem 1975 gezeigten Dokumentar-Kurzfilm See führt Lehman die Zuschauer in den Sudan, wo er Meeresbewohner filmte und einen erstaunlichen Blick auf das Leben im Ozean gewährt. Der Film wurde auf diversen Filmfestivals vorgestellt und mehrfach ausgezeichnet. Lehmans Dokumentar-Kurzfilm Don’t – The Metamorphosis of the Monarch Butterfly, der die Metamorphose eines Monarchfalters zeigt, wurde bei den 47. Academy Awards 1975 in der Kategorie „Bester Dokumentar-Kurzfilm“ mit einem Oscar ausgezeichnet. Im darauffolgenden Jahr gelang es ihm erneut in dieser Kategorie zu punkten. Ihm wurde, ebenso wie Claire Wilbur, die den Film mit produzierte, der Oscar für The End of the Game verliehen, einen Film, in dem er die afrikanische Tierwelt zeigt. Auch 1977 war er zusammen mit Claire Wilbur für einen Oscar nominiert, diesmal in der Kategorie „Bester Kurzfilm“ mit Nightlife, der in der Irischen See entstand. Die Trophäe ging jedoch an Peter Werner und Andre R. Guttfreund und deren Kurzfilm In the Region of Ice.
Der 1978 erschienene Kurzfilm Manimals beschäftigt sich mit dem Besitz exotischer Tiere durch Stadtbewohner. Der Film zeigt die Widersprüche auf, die zwischen den romantischen Fantasien der Besitzer und den tatsächlichen Ansprüchen der sich nicht wehren könnenden Tiere bestehen. Dem Film wurde unter anderem der Große Preis des Melbourne Filmfestivals zuerkannt.

## Filmografie (Auswahl)
Kameramann, Regisseur, Drehbuchautor, Produzent
- 1972: Fly Away (Kurzfilm) – nur Regie + Drehbuch
- 1973: Wings & Things
- 1973: Colters Hölle (Colter’s Hell) Kurzfilm, ohne Drehbuch
- 1974: Sea Creatures (Dokumentar-Kurzfilm)
- 1974: Experimental – nur Regie
- 1975: Tommy – nur Kamera
- 1975: See (Dokumentar-Kurzfilm)
- 1975: Don’t (Dokumentar-Kurzfilm)
- 1976: La question royale – nur Kamera
- 1976: Nightlife (Kurzfilm)
- 1976: The End of the Game (Kurzfilm) – und Ton
- 1977: The Black Pearl – nur Kamera
- 1977: The Secret Life of Plants – nur Kamera
- 1978: Manimals (Kurzfilm) – und Ton und Schnitt
- 1980: Little Players – nur Regie
- 1982: Forever Young – nur Kamera und Regie
- 1992: Anima Mundi (Dokumentar-Kurzfilm, Ozeanbilder)
- 1994: Cats & Dogs – nur Kamera und Produzent Teil 1 Hunde

## Auszeichnungen
Internationale Filmfestspiele Berlin jeweils Gewinner des Goldenen Bären in der Kategorie Kurzfilm: 
- 1972 mit Flyaway
- 1973 mit Colter’s Hell (Colters Hölle)
- Silberner Bär 1974 mit Sea Creatures
- 1975 mit See

Bilbao International Festival of Documentary and Short Films
- 1975: Erster Preis für See

Internationale Filmfestspiele von Cannes
- 1975: nominiert für die Goldene Palme mit Don’t
- 1976: nominiert für die Goldene Palme mit Nightlife
- 1976: Gewinner des Preises der Jury mit seinem Kurzfilm Nightlife

Melbourne Internationales Filmfestival
- 1978: Gewinner des Großen Preises mit seinem Film Manimals

Oscarverleihungen  
- 1975: Oscar für Don’t
- 1976: Oscar für The End of the Game
- 1977: für einen Oscar nominiert mit dem Kurzfilm Nightlife

Primetime Emmy Awards 1994
- Primetime Emmy für Dog Segments